# Csaba Ternyák
Csaba Ternyák  (n. 4 decembrie 1953, Fertőszentmiklós, Győr-Moson-Sopron, Ungaria) este un arhiepiscop romano-catolic maghiar.